# Station Koperniki
Station Koperniki is een voormalig spoorwegstation in de Poolse plaats Koperniki.